# ペルオキシ一硫酸カリウム
ペルオキシ一硫酸カリウム（ペルオキシいちりゅうさんカリウム、英:potassium peroxymonosulfate）、過硫酸水素カリウムあるいは一過硫酸カリウムは、広く使用されている酸化剤の一つである。過硫酸のカリウム塩。過硫酸水素カリウムは強力な酸化剤であるが、不安定で取り扱いが難しい。しかし、硫酸水素カリウムと硫酸カリウムを添加し複塩を作らせることにより安定な白い結晶となり、取り扱い容易な優れた酸化剤となる。この複塩は、デュポン社がオキソン（Oxone）、エボニック社がCaroatと称して販売している。商標ではあるが、「オキソン」は一般的な化学用語として認知されている。
主に有機合成化学分野において、オキソンは実験室で用いられる代表的な過硫酸試剤である。主な用途はオレフィンからエポキシドへ、第三級アミンからアミンオキシドへ、アルデヒドからカルボン酸へ、スルフィドからスルホンへの酸化などが挙げられる。

## エポキシ化
水-アセトンの混合溶媒にオキソンを懸濁させ、基質となるオレフィンを加えるだけで容易にエポキシドへの酸化が起こる。アセトンと過硫酸水素カリウムから生成するジメチルジオキシランが活性中間体となり、オレフィンをエポキシ化するものと考えられている。
またアセトンの代わりに、フルクトースなどから誘導した環状ケトンを用いることにより、不斉エポキシ化が可能となる。詳しくは史不斉エポキシ化の項目を参照。

## その他の酸化
2-ヨード安息香酸をオキソンで酸化することにより、2-ヨードキシ安息香酸（IBX）が得られる。このものはデス・マーチン試薬の中間体として知られる。